# Ngerekebesang (Ort)
Ngerekebesang (auch: Ngerekebesang Hamlet, Arakabesan) ist ein Ort im administrativen Staat Koror auf der (gleichnamigen) Insel Arakabesan in Palau.

## Geographie
Der Ort liegt auf der Insel im Südwesten von Koror zusammen mit den kleinen Orten Meyuns und Eang (Echang). Die Insel ist durch einen Fahrbahndamm mit der Insel Koror verbunden. Die Botschaft von Japan und ein größeres Hotel liegen beim Ort. der Ort selbst hat ca. 450 Einwohner. Nordwestlich des Ortes liegt der Berg Desomel.
Im benachbarten Hauptort Meyuns  befindet sich das größte Krankenhaus in Palau, Belau National Hospital.

## Geschichte
Ngerekebesang wurde in den 1930er Jahren von den Japanern besetzt und mit Wasserflugzeuglandeplätzen ausgebaut. 1944 wurde die Militärbasis zunächst von den Amerikanern angegriffen und dann von den Japanern abgekauft. In den 1950er Jahren setzte sich dann Roman Tmetuchl dafür ein, dass die Basis wieder dem Staat Koror zurückgegeben wurde.
Zeitweise befand sich auch der Präsidentensitz der Republik Palau im Ort, bevor die Hauptstadt nach Melekeok verlegt wurde.